# Andrea Alpago
Andrea Alpago (Belluno, 1450  circa – Padova, 1521) è stato un medico e arabista italiano.

## Biografia
Di lui si conosce molto poco. Nato intorno al 1450 a Belluno, discendente forse da Endrighetto di Bongaio, primo conte d'Alpago (tant'è vero che viene talora citato come Andrea Bongaio o, erroneamente, Mongaio), era figlio del notaio Nicolò e sposò una tale Lucrezia. Ci sono pervenuti il documento di ammissione al consiglio dei nobili di Belluno (12 maggio 1479) e l'atto di divisione del suo patrimonio.
Compì i primi studi nella città natale, per passare verso il 1470 a studiare filosofia e medicina presso l'università di Padova. Nel 1481 ottenne il dottorato in filosofia e l'anno successivo quello in medicina.
Nel 1487 partì per Damasco, dove rimase per circa trent'anni come medico del consolato veneziano. Nel 1517 si trasferì a Nicosia di Cipro; viaggiò attraverso Siria, Egitto e Cipro alla ricerca di manoscritti arabi. Seguito da Shams al-Dīn Muḥammad Ibn Makkī, si appassionò alla cultura araba e ne imparò la lingua, tanto da essergli assegnate mansioni estranee a quelle consuete di medico (per esempio la traduzione di documenti ufficiali, tipica del dragomanno).
Nel 1520 fece ritorno in patria. Nel gennaio 1521 si recò a Padova per presentare gli esiti delle sue fatiche agli accademici e gli fu assegnato un insegnamento di medicina pratica. Morì pochi mesi dopo nella stessa città, nel 1521 o agli inizi del 1522.
Fu autore di una revisione del Canone di Avicenna. Le sue traduzioni furono pubblicate dopo la sua morte.

## Traduzioni dall'arabo in latino
- Ibn Sīnā (Avicenna), Il libro delle definizioni (edizione trilingue: arabo, romeno, latino). Traduzione dall'arabo, introduzione e bibliografia di George Grigore. Annotazioni e commenti di George Grigore, Alexander Baumgarten, Paula Tomo e Madalina Pantea. Elenco cronologico di Gabriel Biţună. Trascrizione critica della versione latina del trattato e dei commenti di Andrea Alpago (1546), DE DIFFINITIONIBUS, insieme alla traduzione dei commenti in romeno, di Alexander Baumgarten. Iași: Casa Editrice Polirom, Collezione Biblioteca Medievală, 2012.